# Mostazal
Mostazal è un comune del Cile della provincia di Cachapoal nella Regione del Libertador General Bernardo O'Higgins. Al censimento del 2002 possedeva una popolazione di 21.866 abitanti.

## Società

### Evoluzione demografica

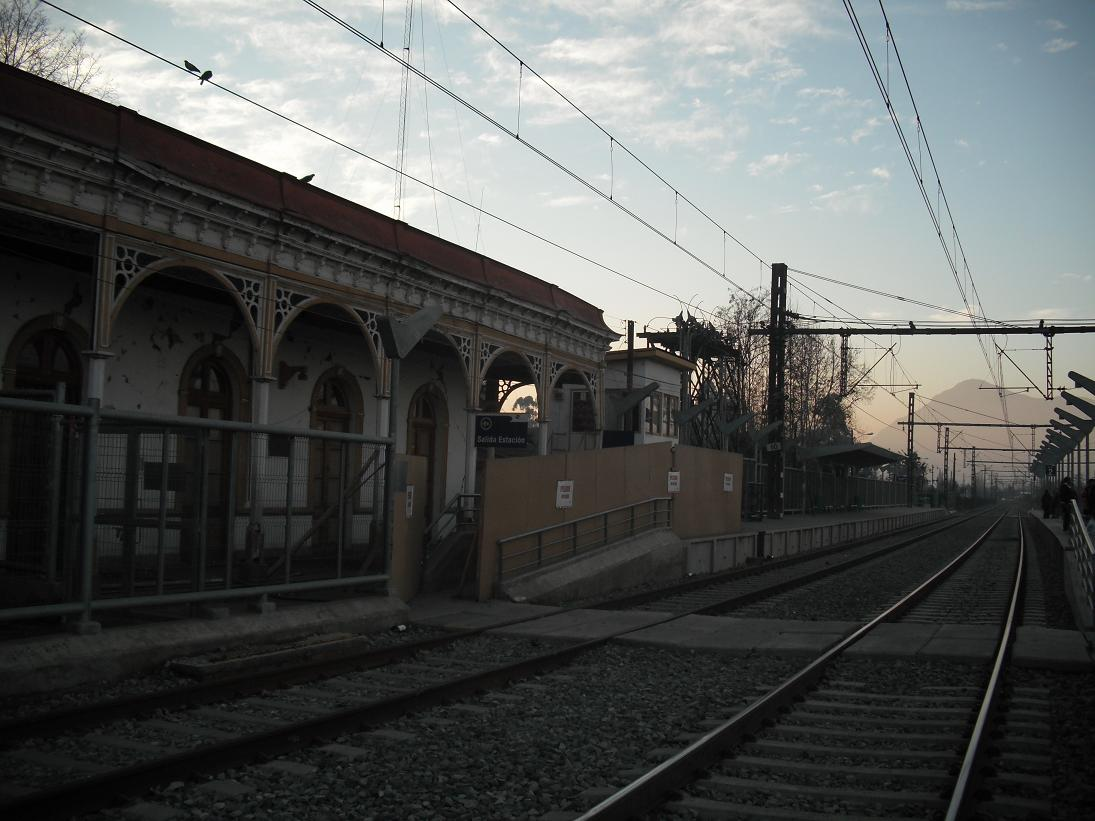

| Censimento del 1992 | Censimento del 2002 |
| 18.138 ab.          | 21.866 ab.          |